# سلام صبحت بخیر
«سلام صبحت بخیر» تک‌آهنگی از هنرمند اهل ایالات متحده آمریکا ، تی.آی. است که در ۳۰ مارس ۲۰۱۰ منتشر شد.
این تک‌آهنگ در چارت‌های جزو ده ترانه اول قرار گرفت.